# 留数
複素解析学における留数（りゅうすう、英: residue）は、孤立特異点を囲む経路に沿う有理型関数の複素線積分により得られる複素数である。

## 定義
解析函数 f(z) に対し z = a が孤立特異点であるとき、 z = a における留数 {\displaystyle \operatorname {Res} (f,a)} または {\displaystyle \operatorname {Res} _{a}(f)}が定義でき、
留数定理により次のように定められる。
{\displaystyle \operatorname {Res} \limits _{z=a}\,f(z):={\frac {1}{2\pi i}}\oint _{\gamma }f(z){\mathit {dz}}}
（z = a が正則点の場合にもこの積分および留数を考えることができるが、コーシーの積分定理により、その場合留数の値は消える）。ただし、i は虚数単位、積分路 γ は点 z = a を中心とする十分小さな円を正の向きに回るものとする（実際には、積分路は、それがガウス平面から切り取る有界領域が z = a 以外に f(z) の特異点を含まなければ、どんな単純閉曲線でも良い）。
無限遠点 ∞ を含めて P1 ≔ C ∪ {∞} 上の函数を考えるときは、無限遠点における留数というものを考えることができる。無限遠点 z = ∞ に孤立特異点を持つ解析函数 f(z) に対し、z = 1/ζ なる変数変換を行えば、g(ζ) := f(1/ζ) は ζ = 0 に孤立特異点を持つ（あるいは正則な）解析函数だが、留数 Resz=∞ f(z)dz は
{\displaystyle \operatorname {Res} \limits _{z=\infty }\,f(z)={\frac {1}{2\pi i}}\oint _{\gamma }f(1/\zeta )d(1/\zeta )=-\operatorname {Res} \limits _{\zeta =0}\,{\frac {g(\zeta )}{\zeta ^{2}}}\;(\neq \operatorname {Res} \limits _{\zeta =0}\,g(\zeta ))}
であることに留意すべきである。

## 留数計算
解析函数 f(z) はその孤立特異点 z = a の周りでローラン展開
{\displaystyle f(z)=\sum _{n=-\infty }^{\infty }a_{n}(z-a)^{n}}
を持つ。これは、γ を含み z = a を中心とする適当な円環領域上で一様収束するから、γ 上項別積分可能で
{\displaystyle \oint _{\gamma }f(z){\mathit {dz}}=\sum _{n=-\infty }^{\infty }a_{n}\oint _{\gamma }(z-a)^{n}{\mathit {dz}}}
となるが、コーシーの積分定理によりほとんどの項は消えて
{\displaystyle a_{-1}=\operatorname {Res} \limits _{z=a}\,f(z)}
となることがわかる。同様に、無限遠点 z = ∞ における留数は、g(ζ) := f(1/ζ) の ζ に関するローラン展開が
{\displaystyle g(\zeta )=\sum _{n=-\infty }^{\infty }b_{n}\zeta ^{n}}
で与えられるならば、Resz=∞ −b−1 を得る。ゆえに、ローラン展開が既知あるいは容易に計算することのできる函数については、積分を計算することなく直ちに留数を求めることができる。また、孤立特異点 z = a が f(z) の n-位の極であるなら、(z − a)nf(z) は正則で、とくに
{\displaystyle (z-a)^{n}f(z)=\sum _{k=0}^{\infty }a_{k-n}(z-a)^{k}}
とテイラー展開されるので、
{\displaystyle a_{-1}={1 \over (n-1)!}\lim _{z\to a}{\frac {d^{n-1}}{{\mathit {dz}}^{n-1}}}[(z-a)^{n}f(z)]}
と計算することができる。

## 留数定理

単純閉曲線 γ と、γ が囲む有界領域 D を考える。D 上で定義される関数 f(z) が D 内に孤立特異点 a1, a2, …, an をもち、それ以外で正則であるなら
{\displaystyle \oint _{\gamma }f(z){\mathit {dz}}=2\pi i\sum _{i=1}^{n}\operatorname {Res} \limits _{z=a_{i}}\,f(z)}
が成り立つ。ただし、積分は γ を D の内点からの偏角が正の向き（領域を左に望む方向）に進む。これを留数定理 (residue theorem) と呼ぶ。

### 例1：実軸上の積分
留数定理を用いると、例えば
{\displaystyle \int _{-\infty }^{\infty }{{\mathit {dx}} \over (1+x^{2})^{n+1}}}
のような積分が計算できる。まず、f(x) = 1 /(1 + x2)n + 1 を複素領域へ拡張した f(z) を考えると、これは z = ±i に極を持つ。十分大きな R > 0 を取り、区間 [−R, R] を直径とする原点中心の半円板で z = i を含むほうの周を C0、C0 から直径 [−R, R] を除いた部分を C とする。実軸上を正の向きに進むものとして C0 上で f(z) を積分すれば
{\displaystyle \int _{C_{0}}{{\mathit {dz}} \over (1+z^{2})^{n+1}}=\int _{-R}^{R}{{\mathit {dx}} \over (1+x^{2})^{n+1}}+\int _{C}{{\mathit {dz}} \over (1+z^{2})^{n+1}}}
である。このとき C が十分大きければ R に依らず、C0 の囲む領域内で f(z) は (n + 1)-位の極 z = i をもち、かつそれ以外には特異点を持たないから、留数定理により左辺は
{\displaystyle {\begin{aligned}2\pi i\,\operatorname {Res} \limits _{z=i}\,f(z)&={2\pi i \over n!}\lim _{z\to i}{d^{n} \over {\mathit {dz}}^{n}}\!\left({\frac {(z-i)^{n+1}}{(1+z^{2})^{n+1}}}\right)\\&={2\pi i \over n!}\left.{d^{n} \over {\mathit {dz}}^{n}}{1 \over (z+i)^{n+1}}\right|_{z=i}={\pi (2n)! \over 2^{2n}(n!)^{2}}\end{aligned}}}
となる。一方、右辺第二項は R → ∞ のとき 0 に収束するので、結局
{\displaystyle {\pi (2n)! \over 2^{2n}(n!)^{2}}=\int _{-\infty }^{\infty }{{\mathit {dx}} \over (1+x^{2})^{n+1}}}
を得る。

### 例2：偏角の原理
留数定理の系として、偏角の定理あるいは偏角の原理などと呼ばれる次のような定理を得ることができる。
定理単純閉曲線 γ の囲む有界領域 D の閉包を E とし、E 上で定義される有理型関数 f(z) は γ 上に極も零点も持たないとする。このとき、f(z) の D 内での零点と極は有限個である。重複度まで込めた零点の個数を n、極の個数を m とすると {\displaystyle {\frac {1}{2\pi i}}\oint _{\gamma }d\!\log f(z)=n-m} が成り立つ。さらに一般に、重複度込みで零点が a1, a2, …, an、極が b1, b2, …, bm であるとすると、E 上の任意の正則関数 g(z) に対して {\displaystyle {\frac {1}{2\pi i}}\oint _{\gamma }g(z)\,d\!\log f(z)=\sum _{j=1}^{n}g(a_{j})-\sum _{k=1}^{m}g(b_{k})} が成立する。

### 例3：バーゼル問題の解
余接関数を使った関数 π cot(πz) は、全ての整数 n が1位の極であり、留数はいずれも 1 である（これらが特異点の全てである）。このことを利用して、
{\displaystyle \displaystyle \sum _{n=-\infty }^{\infty }f(n)}
のような無限和の計算ができる。
例えば f(z) = z−2 ととる。N を整数とし、ΓN を正方形 [−N − 1/2, N + 1/2] × [−N − 1/2, N + 1/2] の周に反時計回りに向きを付けた閉路とする。
留数定理により、
{\displaystyle {\frac {1}{2\pi i}}\int _{\Gamma _{N}}f(z)\pi \cot(\pi z)\,dz=\operatorname {Res} \limits _{z=0}f(z)\pi \cot(\pi z)+\sum _{n=-N \atop n\neq 0}^{N}n^{-2}.}
左辺は N → ∞ のとき、0に収束する。なぜなら被積分関数のオーダーが O(N−2) だからである。
一方、
{\displaystyle {\frac {z}{2}}\cot \left({\frac {z}{2}}\right)=1-B_{2}{\frac {z^{2}}{2!}}+\cdots ;\qquad B_{2}={\frac {1}{6}}}
である。実際これは、z/2 cot(z/2) = iz/1 − e−iz − iz/2 と変形することで分かる（ベルヌーイ数を参照）。これより、留数 {\displaystyle \operatorname {Res} \limits _{z=0}f(z)\pi \cot(\pi z)} は −π2/3 に等しい。
以上より
{\displaystyle \sum _{n=1}^{\infty }{\frac {1}{n^{2}}}={\frac {\pi ^{2}}{6}}}
であることがわかり、バーゼル問題の解法の一つが得られた。

### 例4：余接関数の部分分数展開
同じ技巧を用いて、整数でない任意の複素数 z について 
{\displaystyle \pi \cot(\pi z)=\lim _{N\to \infty }\sum _{n=-N}^{N}(z-n)^{-1}}
が各点収束の意味で成り立っていることが証明できる（部分分数展開）。
w を整数でない複素数として、f(z) = (w − z)−1 ととる。例3と同様にして
{\displaystyle {\begin{aligned}{\frac {1}{2\pi i}}\int _{\Gamma _{N}}f(z)\pi \cot(\pi z)\,dz&=\operatorname {Res} \limits _{z=w}f(z)\pi \cot(\pi z)+\sum _{n=-N}^{N}{\frac {1}{w-n}}\\&=-\pi \cot(\pi w)+\sum _{n=-N}^{N}{\frac {1}{w-n}}\end{aligned}}}
が得られる。今回難しいのは、左辺の複素線積分が消えることの証明である。そこで
{\displaystyle \int _{\Gamma _{N}}{\frac {\pi \cot(\pi z)}{z}}\,dz=0}
であることを利用する。これが成り立つのは、被積分関数が偶関数であるため、左半平面にある経路からの寄与と右半平面にある経路からの寄与が互いに打ち消し合うからである。
よって、
{\displaystyle \int _{\Gamma _{N}}f(z)\pi \cot(\pi z)\,dz=\int _{\Gamma _{N}}\left({\frac {1}{w-z}}+{\frac {1}{z}}\right)\pi \cot(\pi z)\,dz}
は N → ∞ のとき 0 に収束する。
このことと留数定理の等式とをあわせて、文字を w から z に取り換えれば、最初に提示した等式になる。 